# Le Mesnil-Amand
Le Mesnil-Amand è un comune francese di 159 abitanti situato nel dipartimento della Manica nella regione della Normandia.

## Società

### Evoluzione demografica
Abitanti censiti